# گروه دایرکت لاین
گروه دایرکت لاین (انگلیسی: Direct Line Group) شرکت بیمه بریتانیایی است، که در سال ۲۰۱۲ تأسیس شد.